# Kingman (Indiana)
Kingman és una població dels Estats Units a l'estat d'Indiana. Segons el cens del 2000 tenia 538 habitants.

## Demografia
Segons el cens del 2000, Kingman tenia 538 habitants, 218 habitatges, i 136 famílies. La densitat de població era de 253,3 habitants/km².
Dels 218 habitatges en un 28,4% hi vivien nens de menys de 18 anys, en un 49,5% hi vivien parelles casades, en un 10,1% dones solteres, i en un 37,2% no eren unitats familiars. En el 31,2% dels habitatges hi vivien persones soles el 15,6% de les quals corresponia a persones de 65 anys o més que vivien soles. El nombre mitjà de persones vivint en cada habitatge era de 2,47 i el nombre mitjà de persones que vivien en cada família era de 3,17.
Per edats la població es repartia de la següent manera: un 27,3% tenia menys de 18 anys, un 11,2% entre 18 i 24, un 27,9% entre 25 i 44, un 17,8% de 45 a 60 i un 15,8% 65 anys o més.
L'edat mediana era de 35 anys. Per cada 100 dones de 18 o més anys hi havia 90,7 homes.
La renda mediana per habitatge era de 28.438$ i la renda mediana per família de 36.875$. Els homes tenien una renda mediana de 29.250$ mentre que les dones 22.273$. La renda per capita de la població era de 12.815$. Entorn del 13,7% de les famílies i el 16,2% de la població estaven per davall del llindar de pobresa.

## Poblacions més properes
El següent diagrama mostra les poblacions més properes.